# Paweł Orozjusz

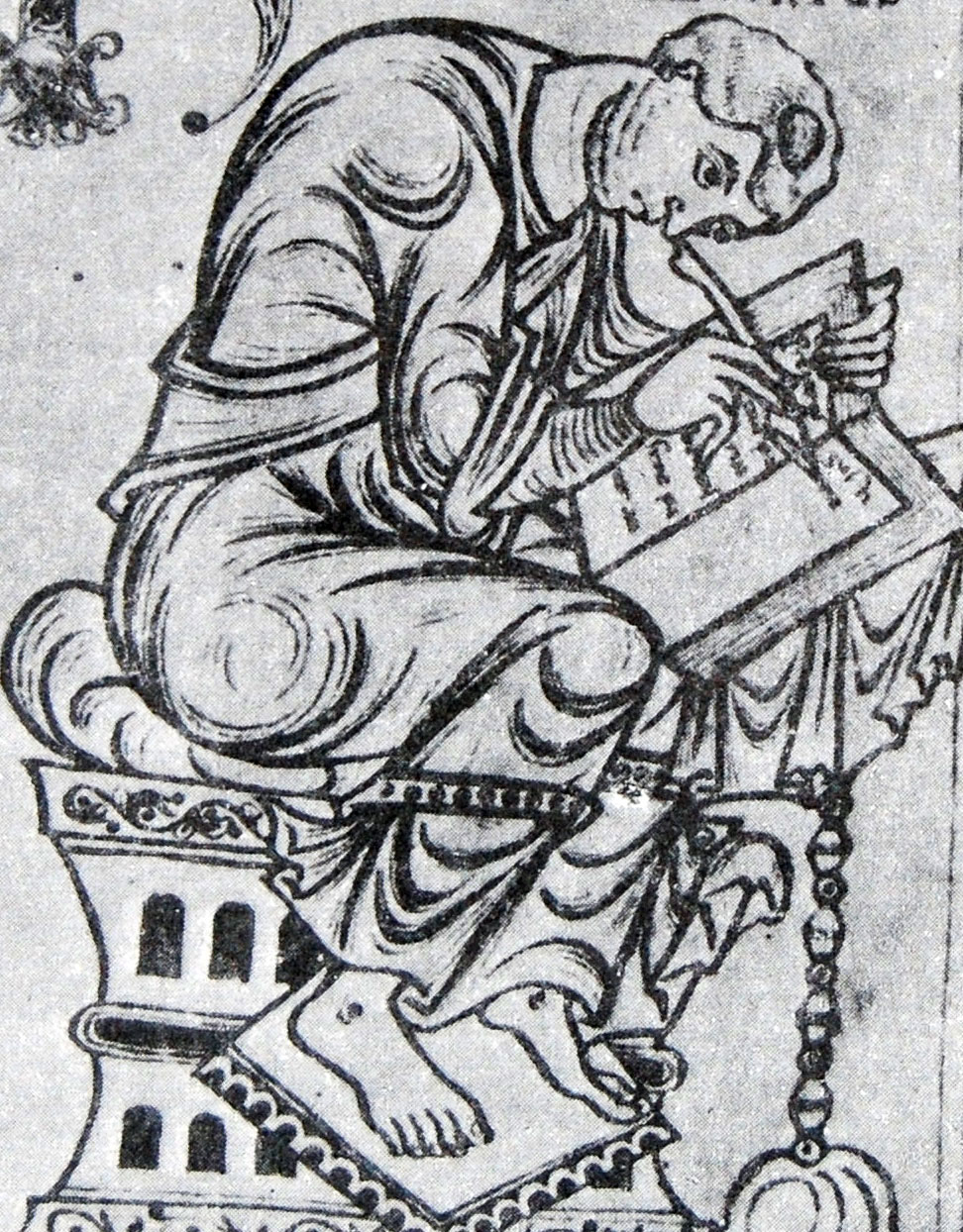
Miniaura z XI wieku przedstawiająca Pawła Orozjusza

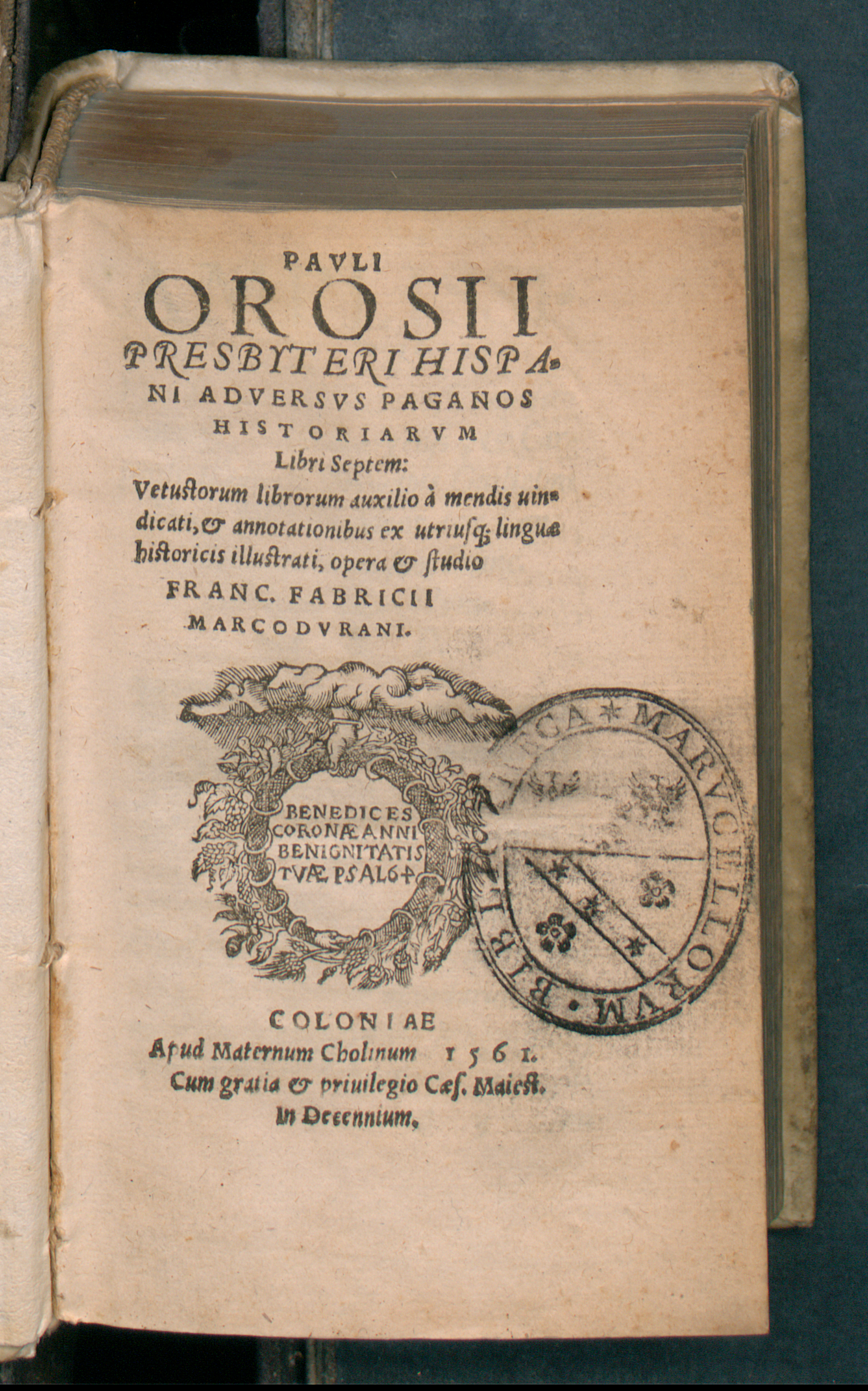
Historiae adversus paganos, 1561

Paweł Orozjusz (łac. Paulus Orosius, ok. 385 – przed 423) – teolog chrześcijański i historyk urodzony w Bracara Augusta (dziś Braga w Portugalii). W roku 414 uciekając przed Wandalami przeprawił się do północnej Afryki, następnie przez Egipt udał się do Palestyny, gdzie polemizował z Pelagiuszem. Powrócił do Afryki w roku 416. W dorobku ma wiele pism teologicznych, ale najważniejszym dziełem jest Siedem ksiąg historii przeciwko poganom  (łac.: Historiarum libri VII adversus paganos), w których dowodzi, że czasy pogańskie obfitowały w więcej nieszczęść niż czasy jemu współczesne. Księga I obejmuje czasy "od początków świata" do założenia Rzymu, II do zdobycia Rzymu przez Galów i bitwy pod Kunaksą, III do podziału monarchii Aleksandra Wielkiego, IV do upadku Kartaginy, V do schyłku republiki (powstania Sertoriusza i Spartakusa), VI do narodzin Chrystusa, VII do 417 r. Chronologia została przejęta z kroniki Euzebiusza z Cezarei. Orozjusz, mając do dyspozycji wyłącznie historyków pogańskich, nadawał wybranym przez siebie faktom interpretację chrześcijańską. Korzystał z dzieł Justyna, Liwiusza i Tacyta.
Dzieło to było wykorzystywane w średniowieczu jako podręcznik historii powszechnej. Alfred Wielki przetłumaczył je na anglosaski, dodając uzupełnienia.